# Popscene
"Popscene" är den brittiska gruppen Blurs fjärde singel, utgiven den 30 mars 1992. Som bäst nådde singeln plats 32 på den brittiska topplistan. Ursprungligen var Popscene tänkt att bli första singel från det kommande andra albumet, men eftersom den presterade så dåligt på listorna valde man att inställa denna version av skivan. Istället släpptes många av låtarna som B-sidor på kommande singlar. Låten Popscene har sedan aldrig givits ut på något album av Blur. Samtliga låtar är skrivna av Albarn/Coxon/James/Rowntree.

## Låtlista
- CD

1. "Popscene"
2. "Mace"
3. "Badgeman Brown"

- 7" och kassett

1. "Popscene"
2. "Mace"

- 12"

1. "Popscene"
2. "I'm Fine"
3. "Mace"
4. "Garden Central"